# Paul-von-Hindenburg-Jugendherberge
Die Paul-von-Hindenburg-Jugendherberge in Hannover war eine nach dem Generalfeldmarschall Paul von Hindenburg benannte und zur Zeit des Nationalsozialismus errichtete Jugendherberge. Die schlicht auch Hindenburg-Jugendherberge genannte Einrichtung diente anfangs vor allem der Erziehung der Hitlerjugend (HJ).
Das HJ-Heim wurde 1934 bis 1935 am Rudolf-von-Bennigsen-Ufer an dem noch in Bau befindlichen Maschsee nach einem Wettbewerbs-Entwurf des Architekten Wilhelm Kröger unter Mitarbeit von Albert Richard errichtet. Die Stadtverwaltung Hannover hatte hierzu einen Zuschuss für den Erwerb des Grundstückes sowie für die Baukosten in Höhe von 227.000 Reichsmark beigesteuert.
Die Fassade der Einrichtung wurde mit einem großflächigen „Gemälde der Hitlerjugend“ versehen.
Während der Luftangriffe auf Hannover im Zweiten Weltkrieg wurde das Gebäude nur zum Teil ein Opfer der Fliegerbomben. Nach Aufhebung der Jugendherberge unter der britischen Militärregierung wurde die Immobilie unter dem hannoverschen Oberbaurat Otto Meffert für den Betrieb einer Waldorf-Schule zur  Verfügung gestellt: Am 1. Oktober 1945 konnten die ersten Schüler der Freien Waldorfschule Maschsee Einzug in das noch teilzerstörte Gebäude halten.